# Улус Манкерман
Манкерманський улус — умовна назва адміністративно-територіального формування у складі Золотої Орди у 1242—1396[джерело?] роках на теренах сучасної України. Тривалий час контролював землі колишніх Київського, Чернігівського і Переяславського князівств. Згодом зазнав тиску Великого князівства Литовського, та з часом зник, територіально поглинутий ним.

## Назва
Манкерман є східним (тюркським) варіантом назви Києва. Проте сам Київ, принаймні певний час, до складу Манкерманського улусу не входив. Лише після здобуттю великим князем київським Олександром Ярославичем великого князівства Володимирського у 1252 році до Києва прибувають ординські баскаки.

## Історія
Перші згадки про постійних мешканців улусу, містяться в літописній оповіді про поїздку Данила Галицького до хана Бату. З контексту не зрозуміло, чи перебували монголи у місті, чи розташовувалися поряд. За однією з версій улус спочатку безпосередньо належав Мауці (можливо тотожній Мувалу, брату Бату). Відроджується колишнє місто Сновськ (ординська назва невідома), де перебувала татарська залога. Припускають, що орлинці перебували також у Любечі, а землі від Києва до Люьеча керувалися безпосередньо монгольськими чиновниками.
Близько 1253 року[джерело не вказане 585 днів] ймовірно його очолив Тука-Тимур (ще один брат Бату). За часів хана Берке улус було надано одному з синів Шибана[джерело не вказане 585 днів], але у 1266 року повернуто до Баяна, сина Тука-Тимура. 
У 1270-х роках улус Манкерман підпадає під владу Ногая при збереженні влади сина або онука Тука-Тимура. У 1299 році стає одним з місць протистояння останнього з ханом Токтою.
В подальшому географічне розташування улуса призвело до постійних війн з литовцями та Брянськими і Смоленськими князями. З 1320-х років відбуваються перші спроби литовських князів закріпитися у Києві. Водночас рід Тукатимуридів втратив тут владу. Узбек-хан в рамках загальної політики поставив на чолі улуса свого еміра.
Як і в інших улусах часів Узбека проводиться політика збільшення осілого населення, частина ординських кочівників переходить до напівкочового способу  життя. Також сюди переселяють частину алан з північного Кавказу і мешканців Надволжя. Спостерігається співіснування двох варіантів матеріальної культури осілого населення. Один із них представлений власне золотоординськими поселеннями, інший – пам'ятниками, які продовжували місцеву культурну традицію, що існувала на цій території з домонгольського часу.
1355 року литовсько-руські війська Ольгерда відвоювали Чернігівщину. Під час великої зам'ятні, що почалася 1359 року, Манкерманський улус зазнає ще більшого тиску Литви. 1362 року після перемоги на Синіх Водах Київ остаточно входить до складу Великого князівства Литовського. Проте більшість території улусу збереглося, переважно на Лівобережжі Дніпра. У 1380-х роках тут керували еміри Бек-Ярик (праонук Баяна, сина Тука-Тимура), Таш-Тимур, «князь» Актау (зі статусом темників).
У 1395—1396 роках східна і південна частини улусу зазнали потужного удару внаслідок вторгнення чагатайського аміра Тимура. Цим скористався великий князь Литовський Вітовт, що приєднав улус до своїх волоіднь. Такий факт 1398 року було визнано ханом Тохтамишем.

## Територія
Охоплював Київщину, Чернігівщину і Новогород-Сіверщину. На півночі кордоном були річки Остер, Десна, Сейм. На сході охоплював територію, яка з 1420-х років стала відома як Яголдаєва тьма. Південним кордоном були крайні межі колишнього Переяславського князівства, він тягнувся річкою Ворсклою до верхів'я Сіверського Дінця та Осколу.
Достеменно невідомо, чи був Київ за час існування улуса головною ставкою, адже з 1272 року в місті вже перебували ханські баскаки, а у 1321 році міцно отаборилися нові князі. За однією з версій ставка розташовувалася на території сучасного села Трахтемирів.